# Manjo
Manjo ist eine Kleinstadt in der Region Littoral in Kamerun. Manjo ist eine Gemeinde im Département Moungo und hat 26.758 Einwohner (2005).

## Geografie
Die Gemeinde liegt 15 Kilometer südwestlich der Hauptstadt des Départements Nkongsamba.

## Verkehr
Manjo liegt an der Fernstraße N5.

## Bevölkerung
Die Bevölkerungsentwicklung der Stadt:
| Jahr          | Einwohner |
| ------------- | --------- |
| 1976 (Zensus) | 15.434    |
| 1987 (Zensus) | 19.809    |
| 2005 (Zensus) | 26.758    |